# Gastrorchis peyrotii
Gastrorchis peyrotii är en orkidéart som först beskrevs av Jean Marie Bosser, och fick sitt nu gällande namn av Karlheinz Senghas. Gastrorchis peyrotii ingår i släktet Gastrorchis och familjen orkidéer. Inga underarter finns listade i Catalogue of Life.